# Sinelobus stanfordi
Sinelobus stanfordi är en kräftdjursart som först beskrevs av H. Richardson 1901.  Sinelobus stanfordi ingår i släktet Sinelobus och familjen Tanaidae. Arten har ej påträffats i Sverige. Inga underarter finns listade i Catalogue of Life.